# Каменка (Воротынский район)
Каменка — село в Воротынском районе Нижегородской области, центр Каменского сельсовета.

## Географическое положение
Село Каменка расположено в левобережной части Воротынского района. До образования Чебоксарского водохранилища в 3 — 4 км от реки Волга. С образованием водохранилища на берегу протоки, связывающей Каменку с Разнежьем и Михайловским. Дорога до районного центра проходит через паромную переправу Михайловское — Фокино. Расстояние по дороге до Разнежья 11 км, до паромной переправы 19 км.

## История
Возникновение села Каменка связано с бунтарскими временами. Соседнее село Разнежье своими корнями уходит во времена татаро-монгольского похода (1377-1382), место ночлега Дмитрия Донского. Через территорию Каменских земель пролегал путь воинов татаро-монгольского нашествия, бунтарский поход Пугачева. Владельцем земель был Нижегородский Благовещенский монастырь. Именно сюда в начале 17 века направились 11 беглых крестьян одного из помещиков Полтавской губернии, который проиграл их в карты своему соседу, помещику, жестокому и своевольному человеку. Беглецы добрались до Оки и на лодках спустились в Нижний Новгород, откуда направились в Макарьевский монастырь, так как существовало такое правило: укрывшиеся в монастыре беглые крестьяне возврату бывшему владельцу не подлежали. Полтавские беглецы стали монастырскими крестьянами и расселились по речке Каменка. Откуда взялось такое название не установлено, так как никаких особых камней ни в лесах, ни в полях, ни в селе не обнаружено, кроме каменных глыб по берегу речки, напоминавших остатки отходов при выгонке древесной смолы.
Существует и другая версия: первые переселенцы появились и обосновались на Волжских берегах вдоль устья речки Каменка, привлеченные сюда обилием речной и озерной рыбы и богатством лесной природы. Поселенцы были родом из села Разнежье. Основным занятием жителей до самой революции была заготовка леса. Лес экспортировали во Францию и Англию. Главным лесозаводчиком был купец 1-й гильдии Шуртыгин. Его подсобником в Каменке были братья Шариповы: Алексей и Михаил и подрядчик Иван Мухин. Через Каменку по реке Волга добирались купцы и торговцы из других стран на Макарьевскую, а затем и Нижегородскую ярмарки.
Доказательством этого служила находка 1965 года: при вспашке огорода жителя села Тарасова была обнаружена медная монета, которая по заключению Московского исторического музея принадлежала государству в Египте. Даже при нашествии татаро-монгол Макарьевский монастырь уцелел благодаря большим дарам-выкупу.
В 1681 году Разнежье и Каменка были переданы в Барминскую дворцовую волость. Уже в 1783 году было получено царское разрешение строить свой храм. Церковь – сердце села. Первоначально приходской деревянный храм был выстроен на сборы прихожан в 1801 году. Страшный пожар уничтожил половину села. Сгорела и церковь. Строительство новой церкви было закончено в 1884 году.
Основную часть средств вложили местный лесопромышленник Иван Семенович Мухин и его отец. Судьба самого мецената Мухина И.С. была трагичной. Его раскулачили и со всей семьей отправили в ссылку. После отъезда Мухиных из села дом занял "Рыбкооп". На первом этаже был продуктовый магазин, на втором – промтоварный. Позднее на второй этаж перевели сельскую библиотеку. Неизвестно, как сложилась судьба хозяина дома, но старожилы села рассказывали, что после Великой Отечественной войны в село вернулась дочь Ивана Семеновича Екатерина. Она работала в лесхозе. До сегодняшнего дня старинный дом Мухиных остается бесхозным. 
Октябрьская Социалистическая революция прошла в селе мирным путем. Узнав, что в Петрограде свергли Царя и установили Советскую власть, местные крестьяне, вооружившись кто чем мог, собрались у здания волостного правления, но так как на село никто не нападал, беспорядков не учиняли и мирно разошлись. Была провозглашена Советская власть, и первым председателем сельского совета Каменки стал Мансуров Капитон Федорович. Потом его сменили на этом посту Петров Емельян Иванович, Курников Иван Андреевич, Шарипов Михаил Степанович.
Колхоз организовался только в 1930 году, так как до и после революции село представляло (а в нем было около 700 дворов) набор единоличных хозяйств различного имущественного толка. Большинство считались середняками, потому что всегда имели побочные заработки. В 1931-1932 годах на территории села в связи с коллективизацией началось раскулачивание. Были раскулачены: Парфенов, владелец торговой лавки, Храмушкин и Кузнецов, имевшие также лавку на паях, Бирюков - владелец маслобойни, Иван Семенович Мухин - лесопромышленник. Все понесли наказание.
В Великую Отечественную войну возглавил колхоз Веренцов Александр Андреевич, ценой неимоверных нечеловеческих усилий сохранив хозяйство на плечах женщин, детей и стариков. Многие колхозники награждены высокими правительственными наградами.
Возле села имеются стоянки древних людей датирующиеся: стоянка Каменка-1 (II тыс. до н. э.), селище Каменка-2 (II тыс. до н. э., I тыс. н. э.), селище Каменка-3 (I тыс. н. э., I — начало II тыс. н. э.), селище Каменка-4 (начало II тыс. н. э., XIV—XVI вв.). Было ещё селище Боровское озеро, но в настоящее время оно затоплено..

## Достопримечательности
В селе находится действующий деревянный храм в честь Покрова Пресвятой Богородицы Макарьевского благочиния Лысковской епархии. Настоятелем является иерей Алексий Балейкин.

## Известные люди
В 1795 году в селе родился архимандрит Пе́тр (Па́вел Ива́нович Каме́нский) русский православный миссионер, востоковед, начальник 10-й русской духовной миссии в Пекине.